# Clayton Moore
Clayton Moore (né Jack Carlton Moore le 14 septembre 1914 à Chicago, Illinois, États-Unis, et mort le 28 décembre 1999 à Los Angeles, Californie) est un acteur américain surtout connu pour avoir joué le rôle du Lone Ranger entre 1949–1951 et 1954–1957 dans la série télévisée du même nom et deux films dérivés.

## Biographie
En 2019, un prix Inkpot lui est décerné à titre posthume lors du Comic-Con de San Diego.

## Filmographie

### Cinéma
- 1937 : Forlorn River (en) : Un cowboy
- 1937 : Thunder Trail (en) de Charles Barton : Un cowboy
- 1938 : Go Chase Yourself : Un reporter
- 1938 : L'École du crime (Crime School) de Lewis Seiler : Un reporter Covering 'Escape'
- 1938 : When Were You Born : L'assistant District Attorney's
- 1938 : Joyeux Compères (Cowboy from Brooklyn) : Le chronométreur du rodéo
- 1938 : La Ruée sauvage (The Texans) : Slim
- 1938 : Secrets of an Actress (en) : Theater Usher
- 1938 : Cinq jeunes filles endiablées (Spring Madness), de S. Sylvan Simon : Étudiant au collège de Dartmouth
- 1939 : Burn 'Em Up O'Connor (en) : Un interne de l'hôpital
- 1939 : Four Girls in White (en) : Un interne
- 1939 : Au service de la loi (Sergeant Madden) : Un interne
- 1939 : Emporte mon cœur (Broadway Serenade) : Un photographe
- 1939 : Tell No Tales : Wilson
- 1939 : Radio Hams : Ship Radio Operator
- 1939 : Zorro et ses légionnaires (Zorro's Fighting Legion) : Fernando
- 1940 : Kit Carson : Paul Terry
- 1940 : Le Fils de Monte-Cristo (The Son of Monte Cristo) : Lieutenant Fritz Dorner
- 1941 : Cinquième bureau (International Lady) : Sewell
- 1941 : Tuxedo Junction (en) : Bill Bennett
- 1942 : Black Dragons : FBI Agent Richard 'Dick' Martin
- 1942 : Hello, Annapolis : Charles
- 1942 : Perils of Nyoka (en) : Dr Larry Grayson
- 1942 : Outlaws of Pine Ridge : Lane Hollister
- 1946 : The Bachelor's Daughters : Bill Cotter
- 1946 : The Crimson Ghost : Ashe
- 1946 : Heldorado (en) : Joe (reporter)
- 1947 : Jesse James Rides Again (en) : Jesse James
- 1947 : Along the Oregon Trail : Gregg Thurston
- 1948 : G-Men Never Forget : Agent Ted O'Hara
- 1948 : Marshal of Amarillo (en) Philip Ford : Art Crandall
- 1948 : Adventures of Frank and Jesse James (en) : Jesse James, aka John Howard
- 1948 : La Rançon de la peur (The Plunderers) : Le cavalier de la nuit
- 1948 : The Far Frontier (en) : Tom Sharper
- 1949 : Sheriff of Wichita : Raymond D'Arcy
- 1949 : Riders of the Whistling Pines (en) de John English : Pete, Lumberman-Henchman
- 1949 : Le Fantôme de Zorro (Ghost of Zorro) : Ken Mason
- 1949 : La Vengeance des Borgia (Bride of Vengeance) : Long Bowman
- 1949 : Frontier Investigator : Scott Garnett
- 1949 : The Gay Amigo (en) : Un lieutenant
- 1949 : South of Death Valley (it) de Ray Nazarro : Bead, chef acolyte
- 1949 : Masked Raiders (en) : Matt Trevett
- 1949 : The Cowboy and the Indians : Un acolyte
- 1949 : Bandits of El Dorado (it) de Ray Nazarro : B. F. Morgan
- 1949 : Sons of New Mexico : Rufe Burns
- 1951 : Cyclone Fury (it) de Ray Nazarro : Grat Hanlon
- 1952 : Le Justicier solitaire (The Legend of the Lone Ranger) : le justicier solitaire
- 1952 : Radar Men from the Moon (en) : Graber, l'acolyte
- 1952 : Captive of Billy the Kid : Paul Howard
- 1952 : Buffalo Bill in Tomahawk Territory (en) : Buffalo Bill
- 1952 : The Hawk of Wild River : The Hawk
- 1952 : Night Stage to Galveston : Clyde Chambers
- 1952 : Mutinerie à bord (Mutiny) : Lt. Peters, USN
- 1952 : Desert Passage : Dave Warwick
- 1952 : Montana Territory (en) : Député George Ives
- 1952 : Barbed Wire (en) : Henchman
- 1952 : Son of Geronimo: Apache Avenger (en) de Spencer Gordon Bennet : Jim Scott
- 1953 : Jungle Drums of Africa (en) : Alan King
- 1953 : Kansas Pacific : Henchman Stone
- 1953 : The Bandits of Corsica (en) : Ricardo
- 1953 : Down Laredo Way (it) de William Witney : Chip Wells
- 1954 : Gunfighters of the Northwest (en) de Spencer Gordon Bennet : Bram Nevin
- 1954 : The Black Dakotas (en) : Stone
- 1955 : The Titled Tenderfoot : Judd Larson
- 1955 : Apache Ambush (en) : Townsman
- 1956 : Le Justicier solitaire (The Lone Ranger) : The Lone Ranger
- 1958 : Le Justicier masqué (The Lone Ranger and the Lost City of Gold) : The Lone Ranger, aka Bret Reagan

### Télévision
- 1949-1957 : The Lone Ranger (Série TV) : The Lone Ranger
- 1952 : Adventures of Wild Bill Hickok (en) (Série TV) : Larson
- 1952 : Les Aventures de Kit Carson (The Adventures of Kit Carson) (Série TV) : Outlaw leader
- 1952 : Hopalong Cassidy (Série TV) : Trimmer Lane
- 1952-1953 : The Range Rider (en) (Série TV) : Martin Wickett / Dan Meighan
- 1954 : Annie Oakley (Série TV) : Un acolyte
- 1955 : The Lone Ranger Rides Again (Téléfilm) : Lone Ranger
- 1955 : The Red Skelton Show (Série TV) : The Lone ranger
- 1959 : Lassie (série télévisée) : The Lone Ranger